# オルメトプリム
オルメトプリム（英：Ormetoprim）は動物用医薬品として用いられる抗菌薬である。通常、スルファジメトキシンと併用され、家禽 や養殖業で使用されている。
オルメトプリムは、トリメトプリムなどのジアミノピリミジンと同様に、細菌細胞によるジヒドロ葉酸からテトラヒドロ葉酸への還元を阻害する。